# Congrégation des bénédictins missionnaires de Sainte-Odile

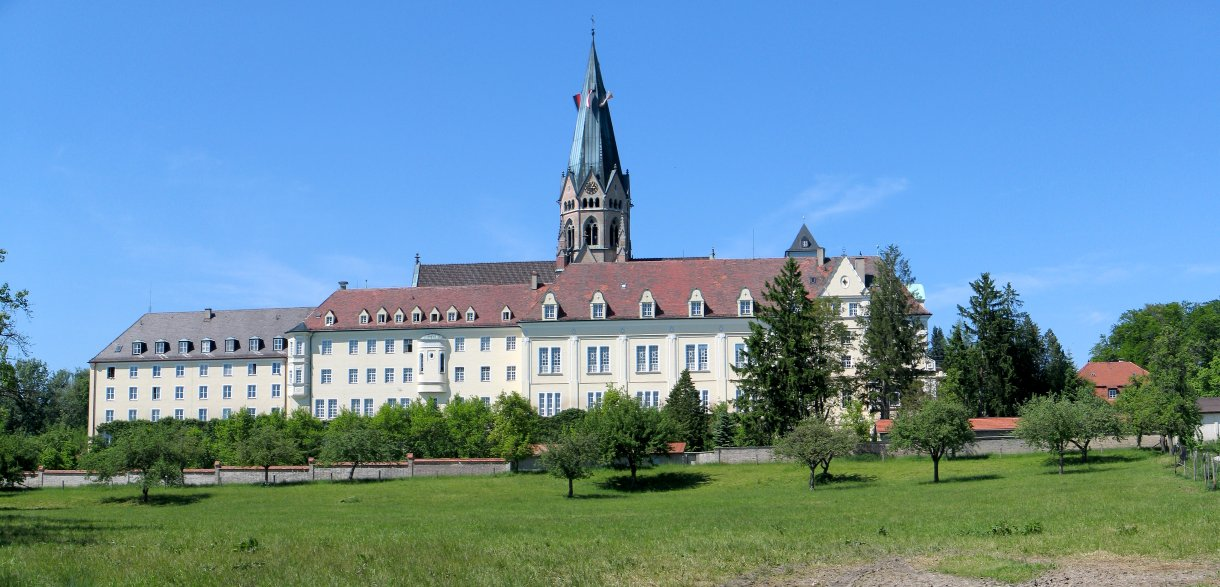
Vue de l'abbaye de Sainte-Odile

La Congrégation des bénédictins missionnaires de Sainte-Odile, communément appelée Congrégation ottilienne, est une congrégation monastique missionnaire catholique qui fait partie de la confédération bénédictine de l'ordre de Saint-Benoît. Par son orientation missionnaire elle est engagée auprès de jeunes Églises, particulièrement en Amérique latine, en Afrique et en Asie. Une congrégation féminine parallèle existe sous le nom de sœurs bénédictines missionnaires de Tutzing.

## Histoire
La congrégation a été fondée à Reichenbach (Haut-Palatinat) en 1884 par un moine bénédictin de la congrégation de Beuron, le Père Andreas Amrhein OSB, qui quitte son monastère pour fonder une branche masculine missionnaire et une branche féminine missionnaire au sein de l'ordre de Saint-Benoît. La congrégation déménage en 1887 près d'Emming dans les environs de Landsberg am Lech dans le hameau de Sankt Ottilien à l'abbaye de Sainte-Odile. Les fondations sont approuvées en 1896, la branche féminine s'installe à Tutzing en 1904.
Les missionnaires concentrent leurs efforts à partir de 1887 vers l'Afrique orientale allemande, à partir de Zanzibar et la congrégation connaît une croissance rapide. Elle ouvre des prieurés à Séoul (1909), à Sankt Ludwig am Main (1901), relève l'Abbaye de Münsterschwarzach en 1914 et installe une maison à Schweiklberg avec une école (1904).
Avec la Première Guerre mondiale, puis la confiscation des colonies allemandes, la congrégation connaît une crise. Les missionnaires allemands sont interdits par les autorités britanniques dans l'ancien Tanganyika, mais ils arrivent à collaborer pour certains avec leurs frères suisses. Ils se déploient en Asie orientale et dans le Zoulouland et se renforcent en Europe par la fondation d'Uznach en Suisse, mais aussi aux États-Unis et au Venezuela.
La congrégation se renforce dans les années 1920 en Corée et dans le Mandchoukouo (ex-Mandchourie), elle ouvre un couvent à Yenki en Chine et Mgr Theodor Breher devient vicaire apostolique de Yenki puis évêque diocésain en 1946. Toutes ces fondations seront détruites après la prise du pouvoir des communistes et certains moines déportés en camp de concentration, tandis que d'autres se replient en Corée du Sud.
En Allemagne, les maisons sont confisquées et transformées en hôpitaux militaires en 1941.
La congrégation se réoriente totalement après la guerre. Le nombre de moines s'élève en 2010 à 1 028, dont 60 novices.

## La congrégation aujourd'hui

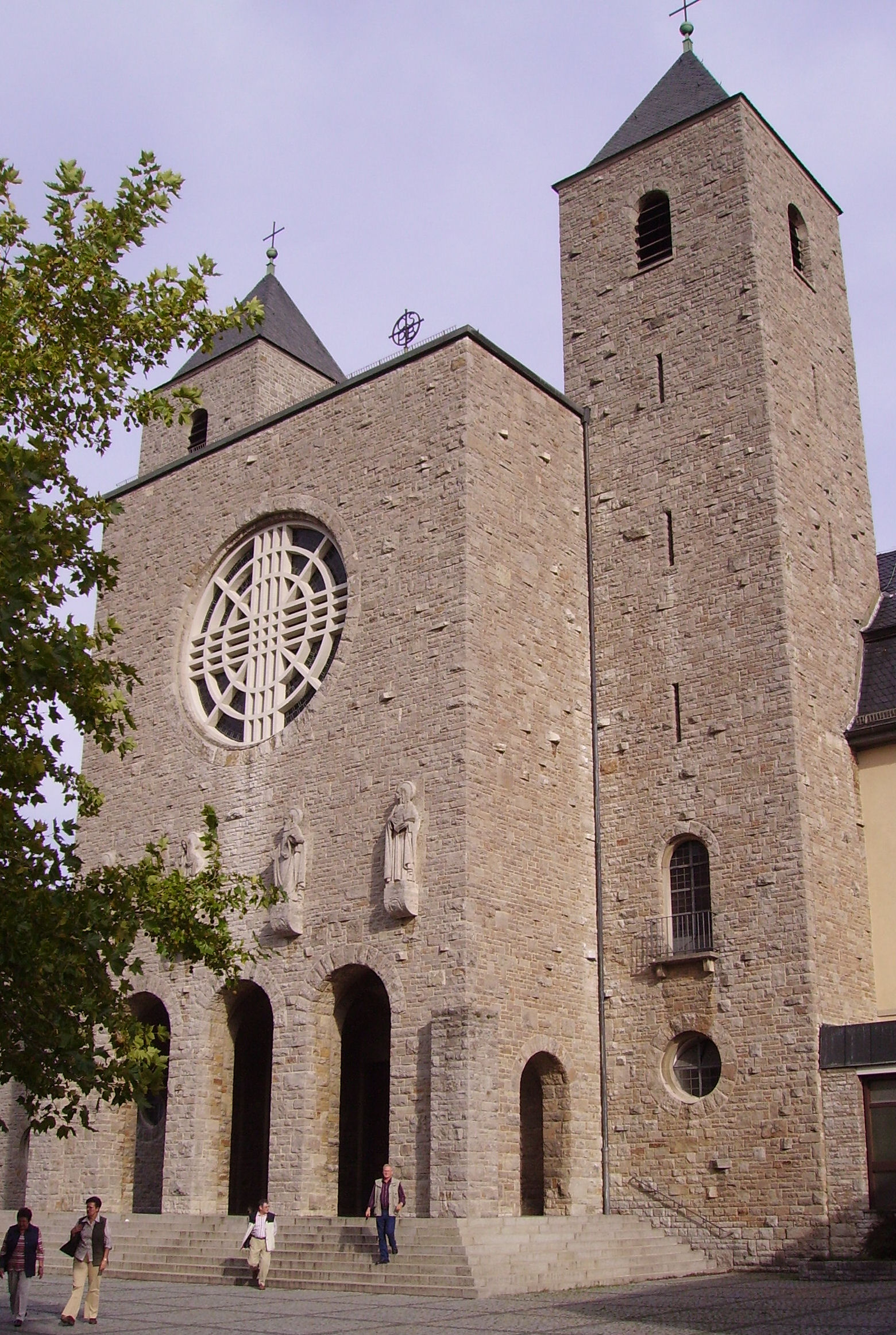
Abbaye de Münsterschwarzach

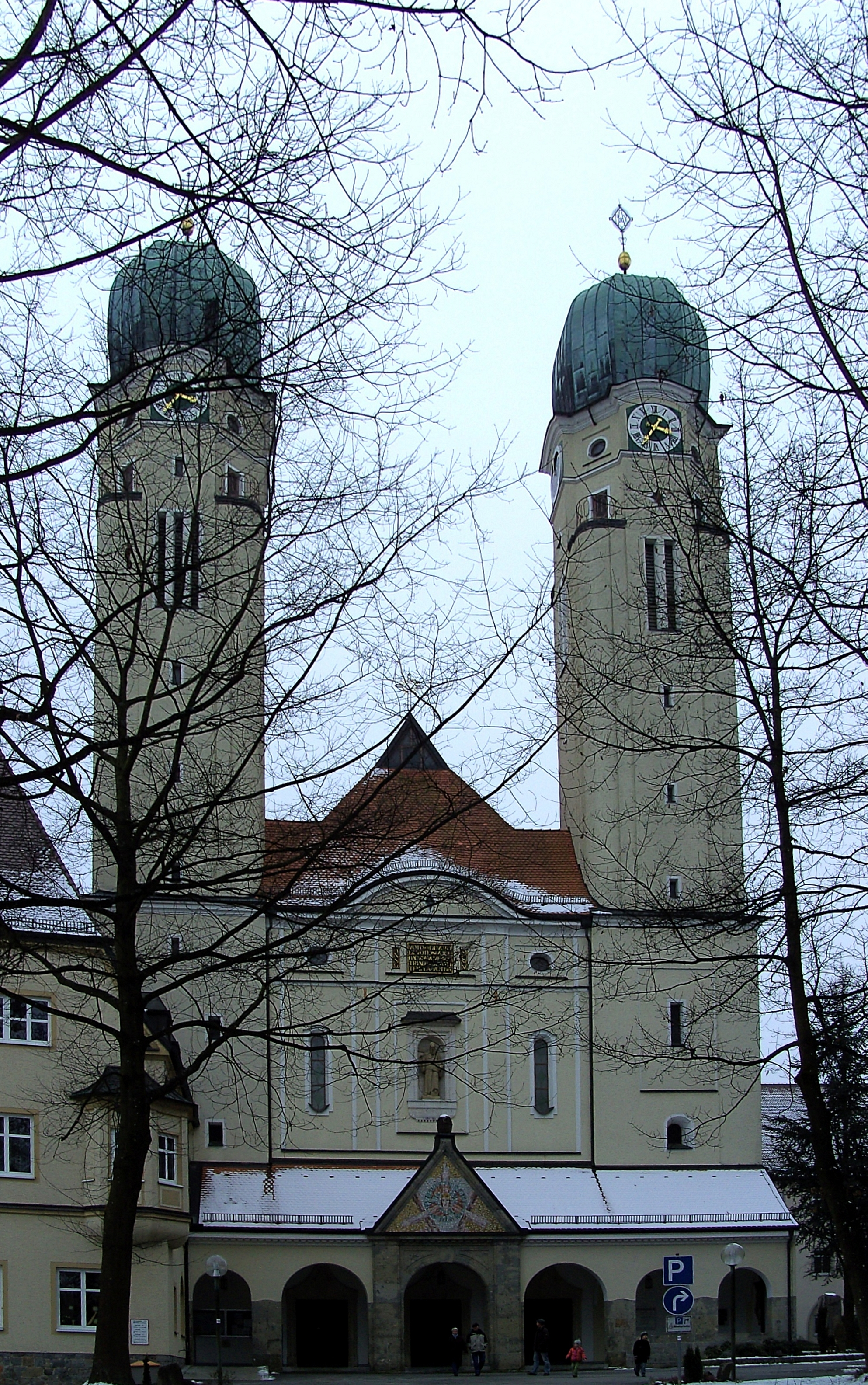
Abbaye de Schweiklberg

### Europe
- Abbaye de Sainte-Odile (Sankt Ottilien), 1887, 136 moines en 2002; 121 moines et 3 novices en 2010, Allemagne
- Abbaye de Münsterschwarzach, refondée en 1914, 138 moines en 2002; 114 moines et 15 novices en 2010, Allemagne
- Abbaye de Schweiklberg, 1904, 51 moines en 2002; 40 moines en 2010, Allemagne, internat fermé en 2004
- Abbaye de Königsmünster, 1928, 66 moines en 2002; 53 moines et 1 novice en 2010, Allemagne
- Prieuré Saint-Benoît de Damme (dépendant de Münsterschwarzach), 1963, 12 moines en 2002; 8 moines en 2010, Allemagne, internat fermé en 1983
- Prieuré de Jakobsberg (dépendant de Sainte-Odile), 1960, 19 moines, Allemagne
- Celle Saint-Benoît (Hanovre dépendant de Königsmünster) 1988, 2 moines, Allemagne
- Abbaye de Saint Otmarsberg (Uznach), 1919, 22 moines en 2002; 21 moines et 1 novice en 2010 (deux moines en mission au Kazakhstan à Ozernoïe), Suisse
- Abbaye de Fiecht, 950, intégrée en 1967, 18 moines en 2002; 10 moines en 2010, Autriche
- Monastère ND de Sopretan, 2 moines, Espagne

### Afrique
- Abbaye Saint-Benoît de Peramiho, 1888, 67 moines en 2002 ; 58 moines et 3 novices en 2010, Tanzanie
- Abbaye de Ndanda, 1906, 71 moines en 2002 ; 64 moines et 9 novices en 2010, Tanzanie
- Prieuré d'Uwemba (dépendant de Peramiho), 1931, 9 moines, Tanzanie
- Abbaye du Saint-Esprit de Mvimwa, 1979, 73 moines en 2002 ; 54 moines et 4 novices en 2010, Tanzanie
- Prieuré de Kurasini (dépendant de Ndanda) 1894, 2 moines, Tanzanie
- Abbaye Saint-Maur de Hanga, 1957, 133 moines en 2002 ; 103 moines et 4 novices en 2010, Tanzanie
- Prieuré de Kipalapala (dépendant de Hanga), 1974, 7 moines, Tanzanie
- Prieuré de Tigoni, 1978, 35 moines en 2002 ; 41 moines et 9 novices en 2010, Kenya
- Abbaye d'Inkamana, 1922, 63 moines en 2002 ; 35 moines et 6 novices en 2010, Afrique du Sud
- Prieuré du Christ-Roi de Tororo, 1984, 19 moines en 2002 ; 20 moines et 3 novices en 2010, Ouganda
- Monastère de Katibunga (dépendant de Hanga), 1987, 7 moines en 2002 ; 14 moines et 3 novices en 2010, Zambie
- Monastère de l'Incarnation d'Agbang, 1988, 18 moines en 2002 ; 24 moines et 3 novices en 2010, Togo

### Asie
- Abbaye de Waegwan, 1956, 124 moines en 2002; 131 moines et 2 novices en 2010, Corée du Sud
- Prieuré de Digos, 1983, 19 moines en 2002; 21 moines en 2010, Philippines
- Ermitage de Kumily, 1987, 11 moines en 2002; 10 moines et 2 novices en 2010, Inde
- Abbaye de Yenki, 2001; 5 moines en 2010, Chine
- Celle Saint-Benoît d'Ozornoïe  (dépendant de Saint-Otmar), 2006, 2 moines, Kazakhstan

### Amériques
- Abbaye de Güigüe, 1923, 19 moines en 2002; 10 moines et 1 novice en 2010, Venezuela
- Prieuré d'El Rosal, 1924, 11 moines en 2002; 8 moines et 1 novice en 2010, Colombie
- Prieuré de Schuyler (dépendant de Münsterschwarzach), 1935, 8 moines, États-Unis (Nebraska)
- Abbaye Saint-Paul (Newton), 1924, 9 moines en 2002; 5 moines en 2010, États-Unis (New Jersey)
- Prieuré de La Havane, 2008, 6 moines en 2010, Cuba

## Liste des abbés

### Union personnelle entre l'abbaye et la congrégation
- Norbert Weber
- Chrysostomus Schmid
- Suso Brechter
- Viktor Dammertz
- Notker Wolf
- Jeremias Schröder de 2000 à 2012

### Abbaye
- Wolfgang Öxler (de), depuis 2012

### Abbé-primat de la congrégation
- Jeremias Schröder depuis 2012